# Station Lezennes
Station Lezennes is een spoorwegstation in de Franse stad Rijsel.

## Treindienst
| Serie         | Treinsoort      | Route                               | Bijzonderheden |
| ------------- | --------------- | ----------------------------------- | -------------- |
| P 81 IC 19900 | TER (SNCF/NMBS) | Lille-Flandres – Lezennes – Doornik |                |